# Nothofagus womersleyi
Nothofagus womersleyi là một loài thực vật thuộc họ Nothofagaceae. Đây là loài đặc hữu của Indonesia. Chúng hiện đang bị đe dọa vì mất môi trường sống.